# Vadehavet (dokumentarfilm)
Vadehavet er en dansk undervisningsfilm fra 1950 instrueret af Niels Kingo Jacobsen og efter manuskript af Niels Nielsen.

## Handling
Filmen er tilrettelagt for geografiundervisning ved seminarier og universiteter. Først vises tidevandets virkninger ved sommer- og vintertid, klitterne, sandflugt og strandengens og vadens dyreliv. Dernæst gennemgås marsken såvel natur- som kulturgeografisk. Filmen afsluttes med glimt fra kendte lokaliteter i vadehavsegnene: Tønder, Schackenborg, Møgeltønder, Ribe, Esbjerg, Rømø og Fanø.